# Blåsärt
Blåsärt (Colutea arborescens) är en ärtväxtart som beskrevs av Carl von Linné. Enligt Catalogue of Life ingår Blåsärt i släktet blåsärter och familjen ärtväxter, men enligt Dyntaxa är tillhörigheten istället släktet blåsärter och familjen ärtväxter. Arten förekommer tillfälligt i Sverige, men reproducerar sig inte.

## Underarter
Arten delas in i följande underarter:
- C. a. arborescens
- C. a. gallica

## Bildgalleri

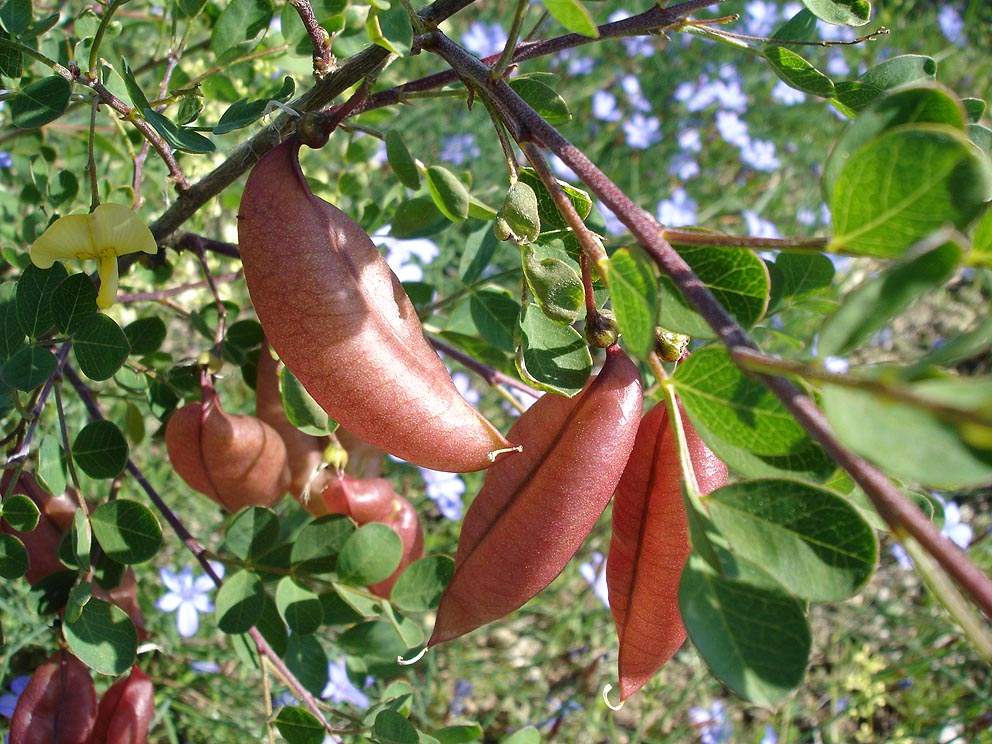
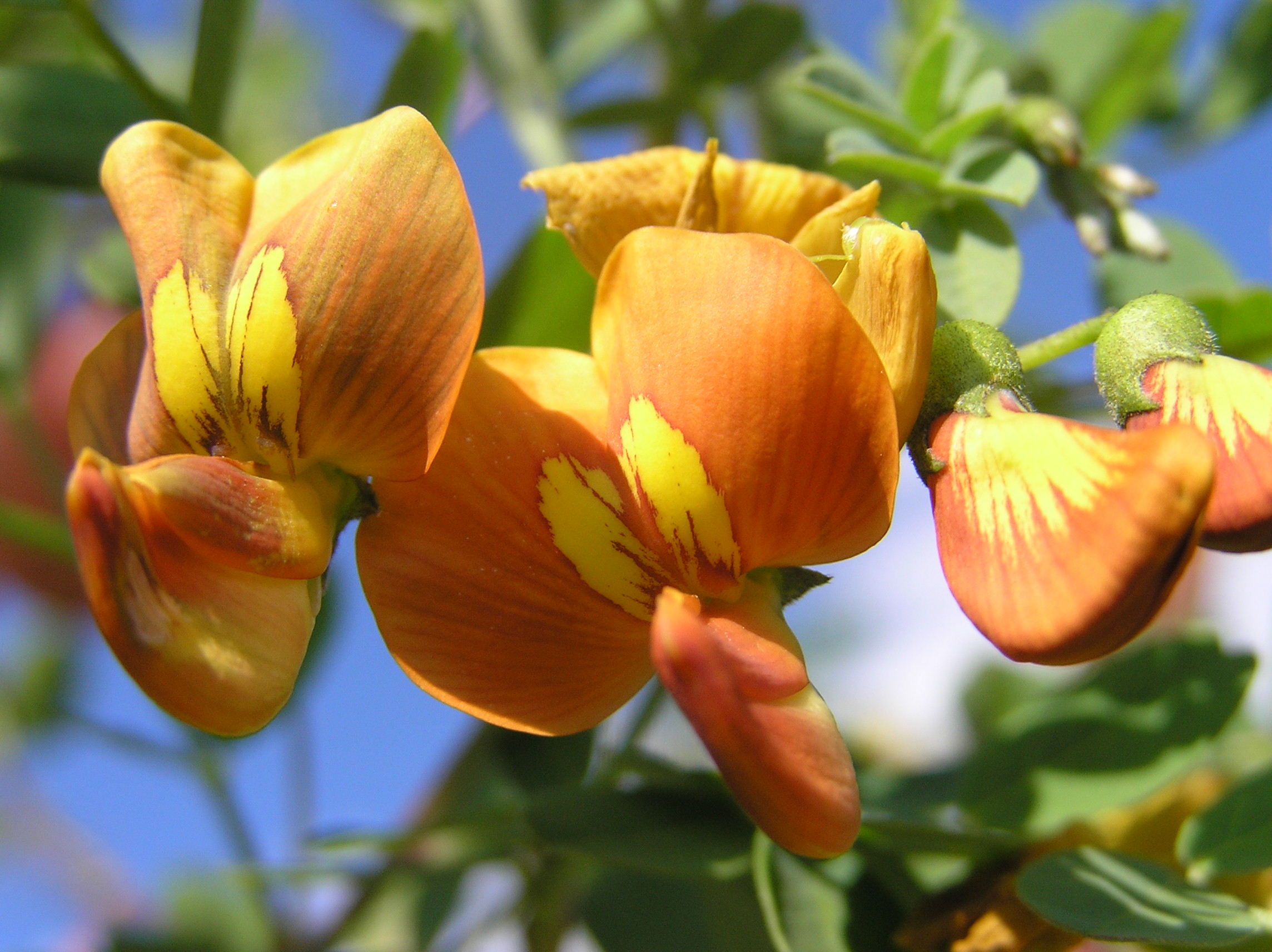
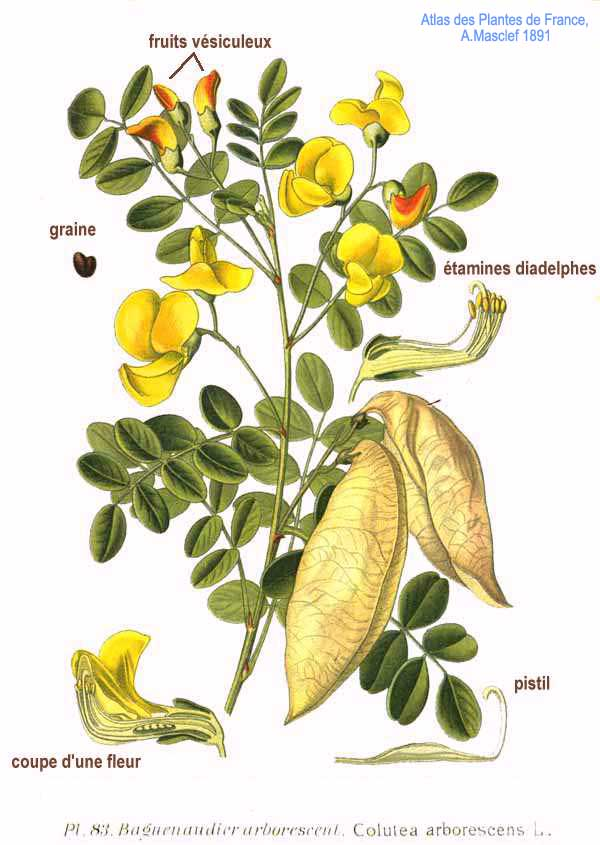